# 1164
Cette page concerne l'année 1164  du calendrier julien.
L'année 1164 est une année bissextile qui commence un mercredi.

## Événements

### Proche-Orient
- Avril - mai : intervention en Égypte du général Kurde Shirkuh, oncle de Saladin, envoyé par Nur ad-Din pour rétablir le vizir Shawar[1].
- 24 avril : prise de Bilbeis par Shirkuh. Il est devant Le Caire le 1er mai et réinstalle Shawar au pouvoir[2].
- Juillet : une expédition franque, alliée avec les troupes de Shawar, assiège le lieutenant kurde Shirkuh et son neveu Salah-ad-Dîn dans Bilbeis, en Égypte[1].
- 12 août : victoire de Nur ad-Din à la bataille de Harim[3]. Il fait prisonnier les comtes d’Antioche et de Tripoli, prend Harim et Panyas (18 octobre[4]).
- Fin octobre : levée du siège de Bilbeis. Amaury Ier de Jérusalem se retire d’Égypte, n’ayant obtenu que le retrait provisoire de Shirkuh[1].

### Europe

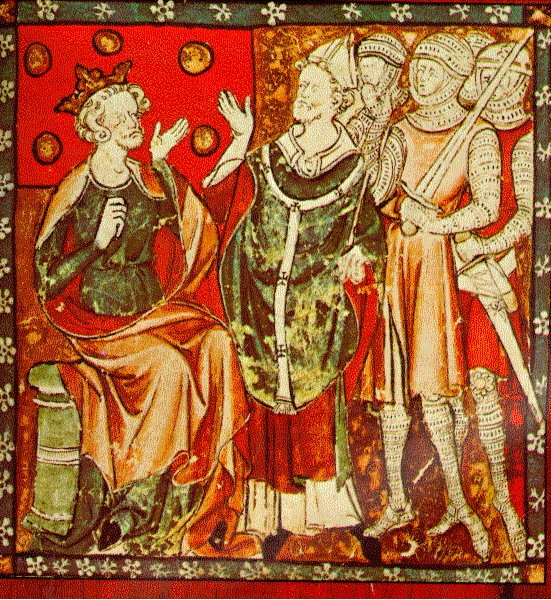
Henri II et Thomas Becket.

- 30 janvier[5] : Henri II d’Angleterre restreint les droits de l’Église anglaise par la promulgation des constitutions de Clarendon, par lesquelles il contrôle l’élection de nouveaux prélats et se donne le droit de traduire des clercs devant ses tribunaux. Il se heurte à l’opposition de l’archevêque de Canterbury, Thomas Becket. Celui-ci doit s’exiler.
- 16 au 17 février : inondation de la Sainte-Julienne au nord des Pays-Bas et de l’Allemagne[6].
- Printemps :
  - Byzance déclare la guerre à la Hongrie. Elle fait reconnaître Béla, son favori, comme héritier du trône. Amené à Constantinople, le jeune prince, vassal de Manuel Ier Comnène, se fiance avec Marie, la fille de l’empereur qui en profite pour soumettre la Croatie, la Dalmatie et la Bosnie. Le parti vaincu en appelle à Frédéric Barberousse[7].
  - plusieurs cités guelfes de Haute-Italie (Vérone, Vicence, Padoue, Trévise se rassemblent dans la Ligue véronèse (ou Veronensis societas), avec le soutien de Venise. L’armée impériale de Frédéric Barberousse échoue à reprendre le contrôle de Vérone en juin[8].
- 19 avril : consécration d'un autel de la cathédrale Saint-Étienne de Sens, encore inachevée, par le pape Alexandre III, alors réfugié à Sens[9].
- Avril : date probable de la bataille de Renfrew. L’armée du roi Malcolm IV d’Écosse dirigée par Walter fitz Alan est attaquée par les forces du roi des Hébrides Somerled, qui est battu et tué. le royaume de Man et des Îles est divisé entre ses trois fils[10].

- 6 juillet : bataille de Verchen, près de Demmin[11]. En juin, le duc de Saxe Henri le Lion et le roi Valdemar Ier de Danemark envahissent la Poméranie contre les Obotrides. Vratislav de Mecklembourg est exécuté et son frère Pribislav, battu à Verchen, doit fuir. Valdemar conquiert Rügen et le Mecklembourg incorporé au duché de Saxe. Bogislav de Stettin et Casimir de Demmin reconnaissent la suzeraineté d’Henri le Lion[12].

- 9 juillet, Castille : victoire de la maison de Castro sur la maison de Lara à la bataille de Huete dans le conflit qui les oppose pour la régence du roi Alphonse VIII. Manrique Pérez de Lara est tué[13].

- 3 août : Barisone (Barason), soutenu par les Génois, est sacré roi de Sardaigne par Frédéric Barberousse à Pavie[14]. Reprise de la guerre entre Pise et Gênes à propos de la Sardaigne (fin en 1175)[15].

- 5 août : Stephan, un moine cistercien d’Alvastra est consacré premier archevêque d’Uppsala à Sens[16].

- 14 septembre[17] (parfois les dates du 25[18] et du 26[19] sont données.) : fondation de l’ordre religieux et militaire de Calatrava en Castille par une bulle du pape Alexandre III.
- 1er novembre : craignant pour sa vie, l’archevêque de Canterbury Thomas Becket s’embarque clandestinement pour la France, dans la nuit du 1er au 2 novembre[20]. Comme au pape, Louis VII accorde au fugitif asile et protection, en dépit de toutes les prières et menaces du roi d’Angleterre Henri II Plantagenêt. Il s’exile pendant six ans en France, à Pontigny puis à Sens.

- Nicolas, évêque de Cambrai, enregistre (en 1164-1167) la condamnation des évêques de Cologne, de Trêves et de Liège (entre 1151-1152 et 1156) contre le clerc Jonas accusé d'hérésie cathare[21].